# Liogenys ferrugata
Liogenys ferrugata är en skalbaggsart som beskrevs av Mannerheim 1829. Liogenys ferrugata ingår i släktet Liogenys och familjen Melolonthidae. Inga underarter finns listade i Catalogue of Life.